# Nicolás Larcamón
Nicolás Ricardo Larcamón (La Plata, Buenos Aires, Argentina; 11 de agosto de 1984) es un entrenador de fútbol argentino. Actualmente dirige al Cruz Azul de la Liga MX. 

## Trayectoria

### Inicios
Larcamón nació en La Plata y en una familia de futbolistas: tanto su padre como un tío jugaron profesionalmente en Argentina. Soñaba con seguir sus pasos y ascendió en Los Andes, donde firmó contrato y estaba llamado a formar parte de la selección absoluta. Sin embargo, tras sufrir una osteocondritis, se retiró como jugador a los 22 años.
Luego de terminar su carrera como jugador, Larcamón comenzó a estudiar para ser profesor de educación física, luego dio un giro brusco y cambió su enfoque de estudio a la arquitectura. Pasó cuatro años trabajando en este campo antes de que venciera su pasión por el fútbol. Poco antes de terminar sus estudios de arquitectura, aprovechó para entrenar en el club juvenil Almafuerte de Temperley. A partir de ahí, ascendió en el escalafón técnico: desde trabajar con las categorías inferiores de Nueva Chicago y Los Andes, hasta el nivel reserva, y como asistente técnico del club de Mataderos, trabajando bajo las órdenes del técnico Alejandro Nanía.

### Venezuela
Su primera experiencia como entrenador la tuvo en el Deportivo Anzoátegui de Venezuela en enero de 2016. A los cinco meses de su proceso al frente del equipo alcanza su primera final de liga y así logra clasificar al equipo a la Copa Sudamericana. Además, se convirtió en el entrenador argentino más joven en disputar una final en Venezuela, lo anterior contando con 31 años. En octubre de 2016, renovó su contrato por dos años más.
Luego de un año y medio en el club venezolano, en junio de 2017, se oficializó su salida de mutuo acuerdo cuando culminase el Apertura 2017.

### Chile
El 10 de junio de 2017 fue confirmado como nuevo técnico de Deportes Antofagasta y firmó contrato por 18 meses. No obstante, el 25 de diciembre, presentó su renuncia indeclinable a pesar de haber culminado en el 7° puesto durante el Torneo de Transición.
En enero de 2018, Larcamón fue presentado como entrenador de Huachipato, reemplazando a César Vigevani. Luego de tener un paso aceptable por el club chileno, el 9 de julio de 2019 dejó su cargo de común acuerdo.
El 5 de diciembre de 2019, asumió como técnico de Curicó Unido para la temporada 2020. Sin embargo, en noviembre de 2020, presentó su renuncia luego de haber recibido "ofrecimientos concretos" de propuestas laborales en otros equipos del exterior.

### México
En diciembre de 2020, el Club Puebla hizo oficial la contratación de Larcamón a partir de la temporada 2021. En su primera temporada, alcanzó las semifinales del Clausura 2021 donde caería ante el Santos Laguna. Así mismo hizo la mayor cantidad de puntos en año calendario con el Club en su historia. Para su segundo torneo acabaría en la séptima posición con 24 puntos enfrentándose a Chivas en el repechaje ganando por la vía de los penales. Ese torneo fue eliminado por el Club Leon quienes llegarían a la final perdiendo contra el Atlas dando paso al bicampeonato de ese mismo equipo. 
Para el Clausura 22, Larcamón acabaría en la quinta posición con 26 puntos; ese torneo se recuerda bastante por la gran cantidad de empates consecutivos que tuvo el equipo. En ese torneo jugaron el repechaje contra el Mazatlán con quienes  llegaron a los penales ganando la tanda y clasificándose a su tercera liguilla consecutiva. En cuartos de final se toparían al América con quienes tras una eliminatoria polémica por un penal repetido a favor del equipo capitalino eliminaron al conjunto de Larcamón. 
Para el Apertura 22 el cual sería el último de Larcamón en el Club Puebla, el equipo quedó en la octava posición con 22 puntos, teniendo como estrella del equipo al goleador Mexicano del momento Martín Barragan. Para ese torneo se volvería a repetir la historia que un año atrás al derrotar en penales de repechaje a Chivas. En cuartos de final por segunda vez en el año se medirían contra el América que era dirigido por el técnico Fernando “Tano” Ortiz y dominó y aplastó a “Los Larcaboys” con un 11-2 global. 
En noviembre de 2022, presentó su renuncia como entrenador.
El 30 de noviembre de 2022, fue confirmado como entrenador del Club León, reemplazando a Renato Paiva. En junio de 2023, se coronó campeón de la Liga de Campeones de la Concacaf, luego de vencer a Los Ángeles FC por un marcador global de 3-1.Luego de quedar eliminado en el Mundial de Clubes, dejó su cargo de común acuerdo con la dirigencia en diciembre del 2023.

### Brasil
El 20 de diciembre de 2023, Larcamón fue anunciado como entrenador de Cruzeiro hasta diciembre de 2025.Luego de caer en la final del Campeonato Mineiro, fue despedido de su cargo en abril de 2024.

### Vuelta a México
El 26 de noviembre de 2024, asumió al frente del Necaxa. Después de alcanzar los cuartos de final en el Clausura 2025, se anunció su salida del club en junio de 2025.
El 17 de junio de 2025, fue oficializado como entrenador del Cruz Azul.

## Estadísticas como entrenador
| Equipo                           | Div.                | Temporada           | Liga  | Liga | Liga | Liga | Liga |       | Copa | Copa | Copa | Copa  |   | Internacional | Internacional | Internacional | Internacional | Internacional |   | Otros | Otros | Otros | Otros |    | Totales     | Totales | Totales | Totales | Totales | Totales | Totales | Totales | Totales |
| Equipo                           | Div.                | Temporada           | Part. | G    | E    | P    | Pos. | Part. | G    | E    | P    | Part. | G | E             | P             | Pos.          | Part.         | G             | E | P     | Part. | G     | E     | P  | Rendimiento | GF      | GC      | Dif.    | Ptos.   |         |         |         |         |
| -------------------------------- | ------------------- | ------------------- | ----- | ---- | ---- | ---- | ---- | ----- | ---- | ---- | ---- | ----- | - | ------------- | ------------- | ------------- | ------------- | ------------- | - | ----- | ----- | ----- | ----- | -- | ----------- | ------- | ------- | ------- | ------- | ------- | ------- | ------- | ------- |
| Deportivo Anzoátegui · Venezuela | 1.ª                 | 2016-A              | 21    | 11   | 6    | 4    | 2.º  | 6     | 4    | 1    | 1    | -     | - | -             | -             | -             | -             | -             | - | -     | 27    | 15    | 7     | 5  | 64.2%       | 44      | 30      | +14     | 52      |         |         |         |         |
| Deportivo Anzoátegui · Venezuela | 1.ª                 | 2016-C              | 19    | 9    | 2    | 8    | 9.º  | -     | -    | -    | -    | 2     | 1 | 0             | 1             | 1ªF           | -             | -             | - | -     | 21    | 10    | 2     | 9  | 50.79%      | 27      | 27      | +0      | 32      |         |         |         |         |
| Deportivo Anzoátegui · Venezuela | 1.ª                 | 2017-A              | 19    | 7    | 8    | 4    | 1/4  | -     | -    | -    | -    | 2     | 1 | 0             | 1             | 1ªF           | -             | -             | - | -     | 21    | 8     | 8     | 5  | 50.8%       | 26      | 18      | +8      | 32      |         |         |         |         |
| Deportivo Anzoátegui · Venezuela | Total               | Total               | 59    | 27   | 16   | 16   | -    | 6     | 4    | 1    | 1    | 4     | 2 | 0             | 2             | -             | -             | -             | - | -     | 69    | 33    | 17    | 19 | 56.04%      | 99      | 75      | +24     | 116     |         |         |         |         |
| Deportes Antofagasta · Chile     | 1.ª                 | 2017                | 15    | 5    | 6    | 4    | 7.º  | 8     | 4    | 3    | 1    | -     | - | -             | -             | -             | -             | -             | - | -     | 23    | 9     | 9     | 5  | 52.17%      | 26      | 19      | +7      | 36      |         |         |         |         |
| Deportes Antofagasta · Chile     | Total               | Total               | 15    | 5    | 6    | 4    | -    | 8     | 4    | 3    | 1    | -     | - | -             | -             | -             | -             | -             | - | -     | 23    | 9     | 9     | 5  | 52.17%      | 26      | 19      | +7      | 36      |         |         |         |         |
| Huachipato · Chile               | 1.ª                 | 2018                | 30    | 10   | 9    | 11   | 9.º  | 6     | 3    | 1    | 2    | -     | - | -             | -             | -             | -             | -             | - | -     | 36    | 13    | 10    | 13 | 45.37%      | 48      | 39      | +9      | 49      |         |         |         |         |
| Huachipato · Chile               | 1.ª                 | 2019                | 14    | 5    | 4    | 5    | Inc. | 2     | 0    | 1    | 1    | -     | - | -             | -             | -             | -             | -             | - | -     | 16    | 5     | 5     | 6  | 41.67%      | 18      | 21      | -3      | 20      |         |         |         |         |
| Huachipato · Chile               | Total               | Total               | 44    | 15   | 13   | 16   | -    | 8     | 3    | 2    | 3    | -     | - | -             | -             | -             | -             | -             | - | -     | 52    | 18    | 15    | 19 | 44.24%      | 66      | 60      | +6      | 69      |         |         |         |         |
| Curicó Unido · Chile             | 1.ª                 | 2020                | 19    | 9    | 4    | 6    | Inc. | -     | -    | -    | -    | -     | - | -             | -             | -             | -             | -             | - | -     | 19    | 9     | 4     | 6  | 54.39%      | 21      | 27      | -6      | 31      |         |         |         |         |
| Curicó Unido · Chile             | Total               | Total               | 19    | 9    | 4    | 6    | -    | -     | -    | -    | -    | -     | - | -             | -             | -             | -             | -             | - | -     | 19    | 9     | 4     | 6  | 54.39%      | 21      | 27      | -6      | 31      |         |         |         |         |
| Puebla · México                  | 1.ª                 | 2021-C              | 21    | 9    | 7    | 5    | 1/2  | -     | -    | -    | -    | -     | - | -             | -             | -             | -             | -             | - | -     | 21    | 9     | 7     | 5  | 53.97%      | 27      | 18      | +9      | 34      |         |         |         |         |
| Puebla · México                  | 1.ª                 | 2021-A              | 20    | 7    | 7    | 6    | 1/4  | -     | -    | -    | -    | -     | - | -             | -             | -             | -             | -             | - | -     | 19    | 7     | 7     | 5  | 49.12%      | 20      | 21      | -1      | 28      |         |         |         |         |
| Puebla · México                  | 1.ª                 | 2022-C              | 20    | 7    | 7    | 6    | 1/4  | -     | -    | -    | -    | -     | - | -             | -             | -             | -             | -             | - | -     | 20    | 7     | 7     | 6  | 46.67%      | 30      | 25      | +5      | 28      |         |         |         |         |
| Puebla · México                  | 1.ª                 | 2022-A              | 20    | 4    | 11   | 5    | 1/4  | -     | -    | -    | -    | -     | - | -             | -             | -             | -             | -             | - | -     | 20    | 4     | 11    | 5  | 38.33%      | 28      | 35      | -7      | 23      |         |         |         |         |
| Puebla · México                  | Total               | Total               | 81    | 27   | 32   | 22   | -    | -     | -    | -    | -    | -     | - | -             | -             | -             | -             | -             | - | -     | 81    | 27    | 32    | 22 | 47.08%      | 105     | 99      | +6      | 113     |         |         |         |         |
| León · México                    | 1.ª                 | 2023-C              | 18    | 8    | 6    | 4    | 1/8  | -     | -    | -    | -    | 8     | 6 | 0             | 2             | 1.º           | -             | -             | - | -     | 26    | 14    | 6     | 6  | 61.54%      | 40      | 22      | +18     | 48      |         |         |         |         |
| León · México                    | 1.ª                 | 2023-A              | 21    | 7    | 6    | 8    | 1/4  | -     | -    | -    | -    | 3     | 1 | 1             | 1             | 1/16          | 1             | 0             | 0 | 1     | 25    | 8     | 7     | 10 | 41.33%      | 36      | 40      | -4      | 31      |         |         |         |         |
| León · México                    | Total               | Total               | 39    | 15   | 12   | 12   | -    | -     | -    | -    | -    | 11    | 7 | 1             | 3             | -             | 1             | 0             | 0 | 1     | 51    | 22    | 13    | 16 | 51.64%      | 76      | 62      | +14     | 79      |         |         |         |         |
| Cruzeiro · Brasil                | 1.ª                 | 2024                | -     | -    | -    | -    | -    | 13    | 7    | 3    | 3    | 1     | 0 | 1             | 0             | Inc.          | -             | -             | - | -     | 14    | 7     | 4     | 3  | 59.52%      | 21      | 13      | +8      | 25      |         |         |         |         |
| Cruzeiro · Brasil                | Total               | Total               | -     | -    | -    | -    | -    | 13    | 7    | 3    | 3    | 1     | 0 | 1             | 0             | -             | -             | -             | - | -     | 14    | 7     | 4     | 3  | 59.52%      | 21      | 13      | +8      | 25      |         |         |         |         |
| Necaxa · México                  | 1.ª                 | 2025-C              | 19    | 10   | 3    | 6    | 1/4  | -     | -    | -    | -    | -     | - | -             | -             | -             | -             | -             | - | -     | 19    | 10    | 3     | 6  | 57.89%      | 38      | 31      | +7      | 33      |         |         |         |         |
| Necaxa · México                  | Total               | Total               | 19    | 10   | 3    | 6    | -    | -     | -    | -    | -    | -     | - | -             | -             | -             | -             | -             | - | -     | 19    | 10    | 3     | 6  | 57.89%      | 38      | 31      | +7      | 33      |         |         |         |         |
| Cruz Azul · México               | 1.ª                 | 2025-A              | 5     | 3    | 2    | 0    | -    | -     | -    | -    | -    | 3     | 0 | 2             | 1             | FG            | -             | -             | - | -     | 8     | 3     | 4     | 1  | 54.17%      | 15      | 17      | -2      | 14      |         |         |         |         |
| Cruz Azul · México               | Total               | Total               | 5     | 3    | 2    | 0    | -    | -     | -    | -    | -    | 3     | 0 | 2             | 1             | -             | -             | -             | - | -     | 8     | 3     | 4     | 1  | 54.17%      | 15      | 17      | -2      | 14      |         |         |         |         |
| Total en su carrera              | Total en su carrera | Total en su carrera | 281   | 111  | 88   | 82   | -    | 35    | 18   | 9    | 8    | 19    | 9 | 4             | 6             | -             | 1             | 0             | 0 | 1     | 336   | 138   | 101   | 97 | 50.99%      | 467     | 403     | +64     | 516     |         |         |         |         |
| 1. 2. 3. 4.                      |                     |                     |       |      |      |      |      |       |      |      |      |       |   |               |               |               |               |               |   |       |       |       |       |    |             |         |         |         |         |         |         |         |         |

### Resumen por competiciones
| Competición                      | Partidos | Ganados | Empatados | Perdidos | %      | Resultado              |
| -------------------------------- | -------- | ------- | --------- | -------- | ------ | ---------------------- |
| Primera División de Venezuela    | 59       | 27      | 16        | 16       | 54.8%  | Subcampeón             |
| Copa Venezuela                   | 6        | 4       | 1         | 1        | 72.23% | Cuartos de final       |
| Primera División de Chile        | 78       | 29      | 23        | 26       | 47.01% | 7.º lugar              |
| Copa Chile                       | 16       | 7       | 5         | 4        | 54.17% | Semifinales            |
| Liga MX                          | 144      | 55      | 49        | 40       | 49.53% | Semifinales            |
| Copa de Brasil                   | 1        | 0       | 0         | 1        | 0%     | Primera ronda          |
| Campeonato Mineiro               | 12       | 7       | 3         | 2        | 66.66% | Subcampeón             |
| Copa Sudamericana                | 5        | 2       | 1         | 2        | 46.67% | Fase de grupos         |
| Liga de Campeones de la Concacaf | 8        | 6       | 0         | 2        | 75%    | Campeón                |
| Leagues Cup                      | 6        | 1       | 3         | 2        | 33.34% | Dieciseisavos de final |
| Mundial de Clubes de la FIFA     | 1        | 0       | 0         | 1        | 0%     | Segunda ronda          |
| TOTAL                            | 336      | 138     | 101       | 97       | 50.99% | 1 Título               |

## Palmarés

### Como entrenador

#### Campeonatos internacionales
| Título                           | Club | Sede        | Año  |
| -------------------------------- | ---- | ----------- | ---- |
| Liga de Campeones de la Concacaf | León | Los Ángeles | 2023 |